# Kansas (groupe)
 (avril 2021).
Si vous disposez d'ouvrages ou d'articles de référence ou si vous connaissez des sites web de qualité traitant du thème abordé ici, merci de compléter l'article en donnant les références utiles à sa vérifiabilité et en les liant à la section « Notes et références ».
Pour les articles homonymes, voir Kansas (homonymie).
Kansas est un groupe américain de hard rock progressif, originaire de Topeka, dans le Kansas. Il est un des principaux représentants du rock progressif américain. Il devient célèbre dans les années 1970 avec les chansons Dust in the Wind et Carry On My Wayward Son (devenu depuis 2005 la bande son de chaque épisode de fin de saison de la série Supernatural). Le groupe a publié de nombreux albums multi-platine (Leftoverture, Point of Know Return et The Best of Kansas ), il a joué dans des stades ou des arènes à guichets fermés. En plus de 45 ans d'existence, le groupe a connu de multiples changements de formation : seize musiciens y ont joué dont certains à plusieurs reprises. Seuls deux membres du sextuor d'origine figurent encore dans le septuor actuel : Rich Willams et Phil Ehart.

## Historique

### Origines (1969–1973)
En 1969, Don Montre et Kerry Livgren (guitare et claviers) forment un groupe nommé The Reasons Why puis le quittent pour former le groupe Saratoga avec Lynn Meredith, Dan Wright, Scott Kessler et Zeke Lowe.
En 1970, ils changent le nom du groupe en Kansas (une idée de Dave Hope) lors d'une fusion avec le groupe White Clover : Dave Hope (basse) et Phil Ehart (batterie, percussions) se joignent donc à Kerry Livgren ainsi qu'aux chanteurs Lynn Meredith, Greg Allen, aux claviéristes Dan Wright, Don Montre et au saxophoniste Larry Baker. C'est la première formation de Kansas, les fans appellent cette formation Kansas I. 
En 1971, le groupe se sépare, Phil Ehart part étudier en Angleterre le style de musique « britannique ». Il est remplacé à la batterie par Zeke Lowe et plus tard par Brad Schulz, Hope est remplacé par Rod Mikinski à la basse et Baker par John Bolton au saxophone et à la flûte. Les fans appellent cette formation Kansas II (30 ans plus tard, elle se reformera en prenant le nom de Proto-Kaw).
En 1972, Ehart est de retour d'Angleterre avec Hope. Ils reforment le groupe White Clover en recrutant de nouveaux membres dont Robby Steinhardt au chant et au violon, Steve Walsh aux claviers et au chant, Rich Williams à la guitare. En 1973, ils persuadent Kerry Livgren (du groupe Kansas II) de les rejoindre, ce dernier accepte et dissout son groupe. Ils reprennent alors le nom de Kansas. En 1974, ils rencontrent Don Kirshner lors d'un concert gratuit et obtiennent un contrat dans sa maison de disques, qui leur permet d'enregistrer leur premier album.

### Montée en popularité (1974–1979)
La particularité du groupe réside dans le contraste entre les riffs de guitares électriques à tendance hard rock et les passages très doux au violon et à la guitare acoustique. L'énergie du boogie rock mêlé à des arrangements complexes font de Kansas un groupe très singulier au sein du courant rock progressif.
Grâce à son deuxième album, Song for America (1974), la formation obtient une certaine notoriété et passe du statut de groupe local à celui de groupe national. Au milieu des années 1970, sa renommée s'amplifie jusqu'à ce que les concerts remplissent des stades. Kansas est alors cité aux côtés des grands groupes de rock progressif de l'époque comme Genesis, Yes ou King Crimson.
En 1976, le groupe sort le hit Carry on Wayward Son, issu de son quatrième album, Leftoverture. L'année suivante parait Point of Know Return, considéré comme l'album de la maturité avec le tube planétaire Dust in the Wind. Ces deux albums se vendront à plus de 4 millions d'exemplaires, chacun rien qu'aux États-Unis. Leftoverture culmina à la quatrième place du palmarès du Billboard, et est également certifié cinq fois platine par le RIAA en 2001. 
Durant l'année 1978, le groupe devient un acteur majeur et remplit les plus grandes salles disponibles pour les groupes de rock de l'époque, y compris le Madison Square Garden de New York. Il réalise un double album en public Two for the Show issu de divers shows de 1977 et 1978.
Steve Hackett, qui vient de quitter Genesis, produit son deuxième album solo, Please Don't Touch, en 1978 avec une équipe de musiciens renommés. On y retrouve deux membres de Kansas : Steve Walsh au chant sur deux pièces Narnia et Racing in A, ainsi que Phil Ehart à la batterie et aux percussions sur tout l'album.
En mars 1978, Kansas part en tournée en Europe pour la première fois. La même année, ils sont nommés ambassadeurs de bonne volonté de l'UNICEF.
L'album suivant de Kansas, Monolith (1979), fortement inspiré du Livre d'Urantia dans les textes et dont la célèbre pochette représente une tribu Sioux dans un paysage futuriste dévasté, contient le single People of the South Wind, dont le titre fait référence à un peuple amérindien « Kenza » (Kaws) aussi appelé le peuple du vent qui est originaire du Kansas ! Cependant, l'album n'atteint pas la popularité de ses prédécesseurs, mais est toutefois platine.
Le groupe fera sa première tournée au Japon en janvier 1980.

### Tensions créatives (1980–1984)
Au début des années 1980, Kerry Livgren et Dave Hope se convertissent au christianisme et cette influence se reflète dans les albums suivants. Après la sortie de Audio-Visions, Steve Walsh décide de quitter le groupe (en octobre 1981) pour divergences musicales et fonde le groupe Streets. Il est remplacé par John Elefante (lui aussi chrétien) qui produira plus tard les groupes de rock chrétien Petra et Shout. Elefante a été choisi parmi plus de 200 candidats dont Sammy Hagar, Doug Pinnick, Ted Neeley, Warren Ham (qui rejoindra le groupe en 1982 en y apportant des saxophone, flûte, harmonica et claviers) et Michael Gleason (qui jouera du clavier avec le groupe en 1983).
Le premier album avec John Elefante est Vinyl Confessions, publié en juin 1982. C'est le plus grand succès en studio depuis Point of Know Return et le single Play the Game Tonight entre au Top 30. Grâce à ce titre, Kansas touche un nouveau public, les chrétiens évangéliques qui utilisent les textes pour leurs tracts religieux.
En juillet 1983, Drastic Measures est écrit en grande partie par John Elefante et son frère (Kerry Livgren n'a écrit que trois titres). Puis se produit un changement de personnel au sein du groupe : Robby Steinhardt quitte le groupe avant les sessions d'enregistrement. Ceci modifie considérablement la musique qui devient plus commerciale et s'apparente à des groupes comme Foreigner. Après une dernière représentation en fin d'année 1983, Dave Hope et Kerry Livgren partent former leur groupe « AD » avec Warren Ham et Michael Gleason, bientôt rejoint par Dennis Holt à la batterie. Durant la tournée, le groupe est complété par Michael Gleason et Terry Brock (pour pallier les parties de violon manquantes depuis le départ de Robby Steinhardt).
John Elefante, Phil Ehart et Rich Williams cherchent à continuer en tant que Kansas et enregistrent une chanson Perfect lover qui apparait sur l'album The Best of Kansas. Le groupe se dissout après sa sortie. John Elefante devient un artiste de musique chrétienne contemporaine et ne joue plus avec le groupe depuis (il sera approché pour succéder à Steve Walsh en 2014, mais refusera la proposition selon ses dires).

### Retour (1985–2005)

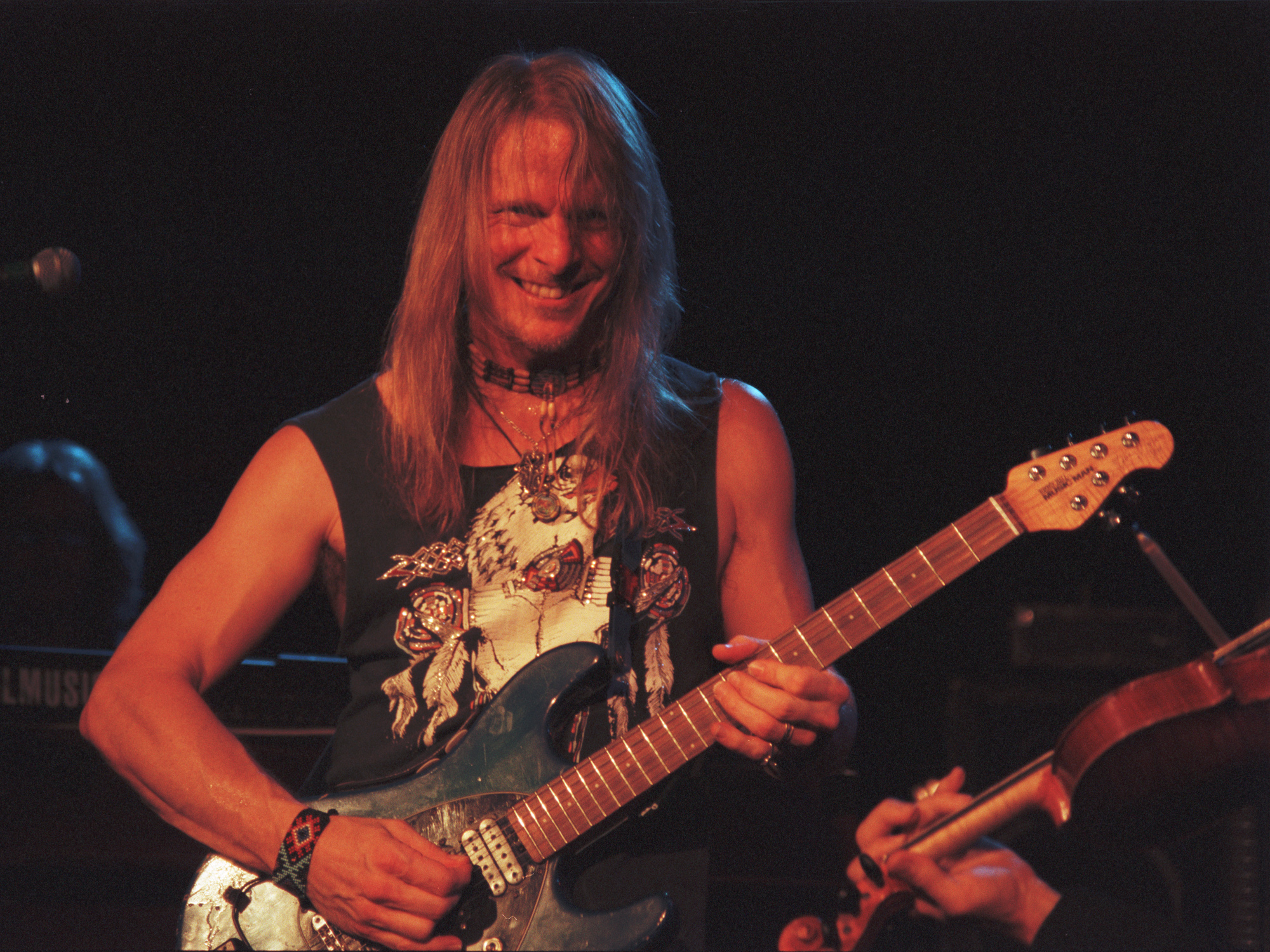
Steve Morse, en concert avec Dixie Dregs en 2008 à Hollywood.

Le groupe se reforme en juillet 1985 autour de Steve Walsh au chant, Billy Greer à la basse (ancien membre du groupe de Walsh, Streets), Steve Morse (anciennement Dixie Dregs) accompagné de Rich Williams aux guitares et Phil Ehart à la batterie, mais sans Kerry Livgren, Dave Hope et Robby Steinhardt  (le groupe se retrouve à nouveau sans violon).
En 1986 sort l'album Power, dont le single All I Wanted atteint le top 20, il bénéficie de plusieurs diffusions sur MTV. Greg Robert, natif de Baton Rouge, est recruté pour y tenir les claviers.
En octobre 1988 sort In the Spirit of Things : bien que l'album concept et la tournée soient populaires auprès des fans, ils n'obtiennent pas le succès escompté : ce qui poussera Steve Morse à partir temporairement à la fin de la tournée. Le groupe est mis en suspens.
En 1990, un promoteur allemand réunit la formation originale sans Robbie Steinhardt pour une tournée européenne durant laquelle Billy Greer les rejoint, accompagné du claviériste Greg Robert. À la fin de la tournée, Dave Hope quitte à nouveau le groupe. La formation est à nouveau modifiée avec l'arrivée du violoniste David Ragsdale (qui avait envoyé à Phil Ehart des bandes sons d'accompagnement sur les deux albums sans violon, Power et In the Spirit of Things quelques années plus tôt) : son arrivée va profiter au groupe qui va retrouver la sonorité originale des anciens titres de Kansas sur scène.
Kerry Livgren quitte à son tour la formation durant la tournée d'été 1989 : il est remplacé temporairement par Steve Morse. Une fois cette tournée achevée, Steve Morse quitte lui aussi définitivement le groupe pour rejoindre son groupe initial Dixie Dregs, puis finalement, quelques années plus tard,  Deep Purple. C'est David Ragsdale qui reprend ses parties de guitare : ce line-up sera stable de 1991 à 1997 (Phil Ehart, David Ragsdale, Steve Walsh, Rich Williams, Billy Greer, Greg Robert) et cette période voit la sortie d'un album en concert Live at the Whisky (1992) et un album studio Freaks of Nature (1995), dont les compositions sont plus proches de celles du début.
Le 28 juillet 1995, les membres de Kansas sont intronisés au Rock Walk of Fame à Hollywood.
Début 1997 sonne le départ de David Ragsdale et de Greg Robert ainsi que le retour de Robbie Steinhardt au violon. L'album Always Never the Same sort en 1998, enregistré avec un orchestre symphonique, le London Symphony Orchestra : ce disque est un mélange qui reprend des titres originaux réarrangés pour l'occasion, quelques nouveaux titres et une reprise des Beatles, Eleanor Rigby.
Durant l'été 2001, Kansas a l'occasion de participer au projet de Robert Berry, « The December People » basé sur des chants traditionnels de Noël à la manière de groupes ou de chanteurs connus : il inclut en particulier un titre inédit enregistré par Kansas et composé par Steve Walsh, The Light, titre mélodique proche de l'album Freaks of Nature (1995).
En 2000, Kansas retourne en studio avec Kerry Livgren (guitare, clavier, auteur-compositeur) pour enregistrer Somewhere to Elsewhere incluant les membres originaux de Kansas plus Billy Greer : cet album sera classé dixième des ventes par internet dès la première semaine et le groupe fera également la première partie de la tournée de Yes (au sein duquel les claviers sont tenus par Tom Brislin qui rejoindra Kansas près de vingt ans plus tard !).
En 2002, des anciens membres de Kansas se réunissent pour sortit un album sous le nom de Proto-Kaw, qui comprend des démos enregistrées entre 1971 et 1973. Cette sortie mène à une autre, celle de l'album Before Became After (2004), qui fait participer la majeure partie de la formation de Kansas II. Proto-Kaw sort un troisième album, The Wait of Glory, en 2006 et un quatrième et dernier album, Forth, en 2011, avant de se séparer.
En 2002 sort également un nouvel album en public Device Voice Drum assorti de deux CD et d'un DVD.

### Tournées et regain de succès (2006–2014)

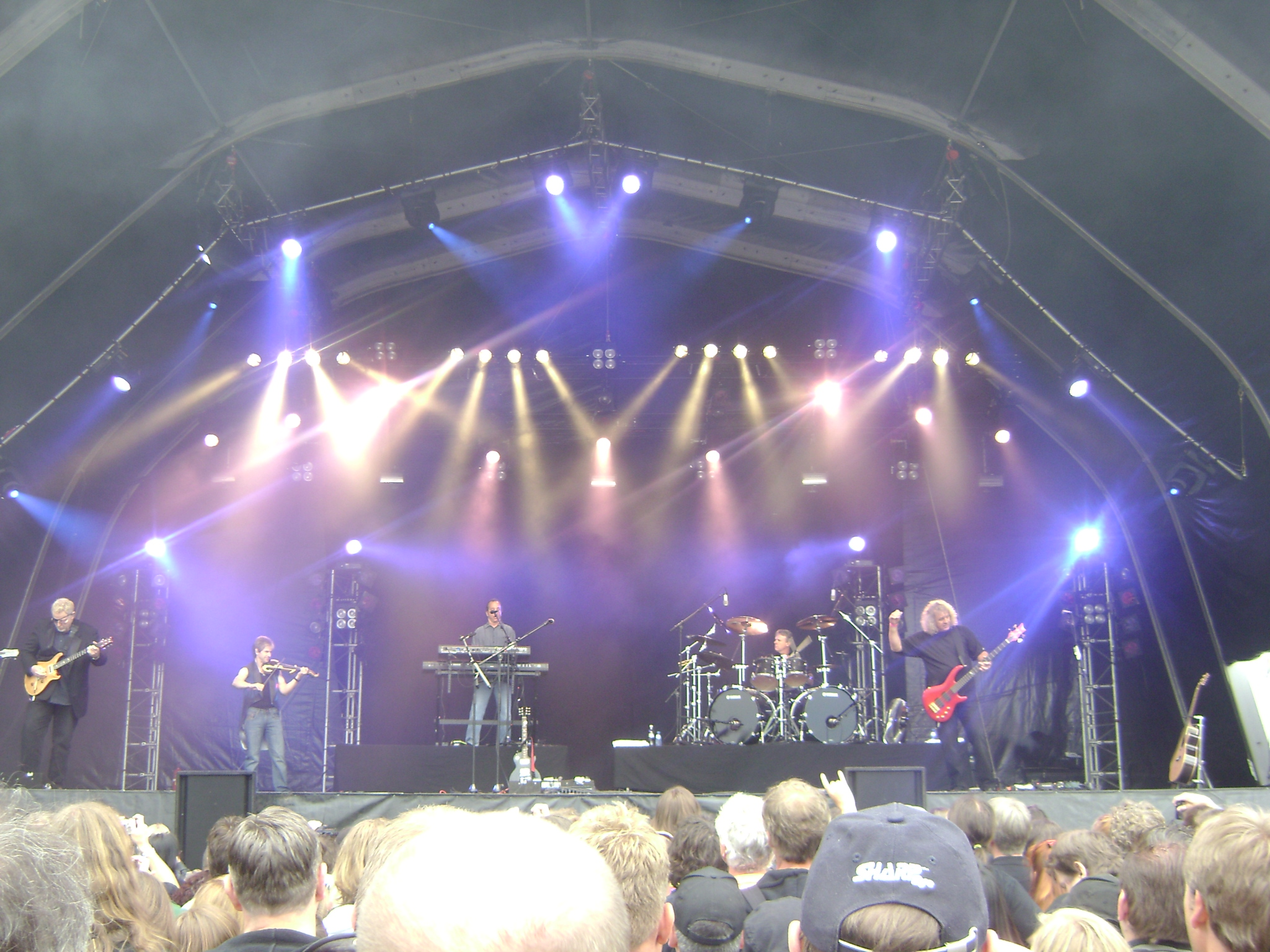
Kansas en concert au festival de Nimègue (2008).

Kansas continue de tourner chaque année. La tournée 2006 est repoussée par suite du départ de Steinhardt en mars et au retour de Ragsdale. 
En 2008, les sites web annoncent le retour de quatre membres sur cinq (Ehart, Ragsdale, Williams et Greer) dans un nouveau groupe appelé Native Window au sein duquel ils publient un album éponyme en juin 2009.
En février 2009, Kansas enregistre un concert à Topeka à nouveau avec un orchestre symphonique au grand complet. La performance donnera naissance à There's Know Place Like Home (CD/DVD) en octobre de la même année : le DVD atteindra la 5e place du Billboard Music Video Chart aux États-Unis la semaine suivant sa sortie. À la fin de l'année, le groupe joue en première partie de Deep Purple dans lequel joue Steve Morse, ancien guitariste de Kansas : il y interprète un répertoire raccourci à moins d'une heure.
En juillet 2010, Kansas termine la tournée de 30 jours United We Rock avec Styx et Foreigner. Kansas tourne ensuite en septembre 2010. 
Le 13 septembre 2012, Kansas commence une nouvelle tournée jouant au Best Buy Theater à New York. 
Le 1er mars 2013, Kansas annonce une tournée spéciale pour ses quarante ans d'existence. Cependant, Steinhardt fera une crise cardiaque quelques jours avant le concert et sera incapable de jouer.

### Retraite de Steve Walsh et nouveaux albums (2014-2023)
Le 2 juillet 2014, une déclaration est publiée sur la page Facebook officielle du groupe annonçant la retraite imminente du chanteur-claviériste Steve Walsh (ce ne sera pas définitif puisqu'en 2017 il sortira un album solo Black Butterfly en compagnie de Tommy Denander, Steve Overland, Jérôme Mazza, Brian Anthony, Peter Yttergen). John Elefante déclare avoir été contacté pour reprendre la place de Steve Walsh. Après mûre réflexion, il décide de ne pas donner suite à cette proposition. Le 6 juillet, le groupe annonce le recrutement de Ronnie Platt (ex Shooting Star). Le 24 juillet, le groupe annonce l'arrivée aux claviers de David Manion : ce dernier avait fait partie du groupe de Billy Greer Seventh key.
En mars 2015, le groupe sort un documentaire retraçant sa carrière et son histoire. Le 1er septembre, Kansas signe chez InsideOut Music, un label allemand dédié au rock progressif et apparentés. Ils annoncent dans la foulée la sortie de leur 15e album studio : le bien nommé The Prelude Implicit qui marque la plus grande pause du groupe entre deux albums studio (15 ans se sont écoulés depuis la sortie de Somewhere to Elsewhere). Ce nouvel album sort dans les bacs en 2016, c'est un retour aux sources comme le fait penser le Phénix de la pochette, les fans sont au rendez-vous et il atteint à sa sortie la 14e place au Billboard. Le coproducteur et coauteur de cet album, Zak Rizvi, est nommé comme membre à part entière du groupe qui n'avait plus connu de deuxième guitariste depuis le départ de Steve Morse en 1991.
Fin 2016, le groupe part en tournée pour le 40e anniversaire de la sortie de leur album culte Leftoverture, poursuivie en 2017 (40 concerts). De cette tournée naîtra un album en concert Leftoverture Live and Beyond contenant dix-neuf chansons tirées des différents shows donnés lors de cette tournée 2016/2017. 
En 2018, le groupe décide de célébrer également les 40 ans de leur album Point of Know Return en jouant l'intégralité de l'album lors des concerts de cette nouvelle tournée. À la fin de cette tournée d'automne, David Manion décide de quitter le groupe : il sera remplacé par Tom Brislin (qui a joué avec des groupes tels que Yes, Meat Loaf, Renaissance ou Camel). La tournée reprend en 2019.
Le 3 mars 2020, le groupe annonce la sortie d'un nouvel album intitulé The Absence of Presence. Sorti le 17 juillet 2020, il est dans la même veine que leur précédent album The Prelude Implicit.
En avril 2021, le groupe annonce dans une brève déclaration le départ du guitariste Zak Rizvi, et la poursuite du groupe en sextuor : « Nous, les membres de Kansas, annonçons que notre guitariste Zak Rizvi a démissionné et souhaite poursuivre de nouveaux projets. Nous remercions Zak pour sa collaboration au cours des années et lui souhaitons bonne chance dans ses projets futurs. » Le groupe annonce également la sortie d'un album en public Point Of Know Return Live & Beyond pour le 28 mai. Ce même mois de mai, il repart pour une nouvelle tournée prévue jusqu'à fin 2022.
Le 17 juillet 2021, l'ancien violoniste Robby Steinhardt meurt à 71 ans des suites d'une pancréatite aiguë. Il devient de la sorte le premier musicien du groupe à décéder.
Fin mai 2023, le violoniste David Ragsdale, qui avait remplacé Steinhard par deux fois, quitte le groupe pour se consacrer à des projets personnels : son successeur est Joe Deninzon, qui a travaillé avec The Who, Ritchie Blackmore, Michael Sadler, Renaissance, Bruce Springsteen et Sheryl Crow, entre autres.

### Tournée du50eanniversaire (2023-2024)
Fin février 2024, le batteur Phil Ehart, victime d'une attaque cardiaque, est remplacé par son technicien Eric Holmquist pour la tournée du 50e anniversaire qui a débuté en septembre 2023. 
Le 11 avril, le groupe annonce sur sa page Facebook que lors de cette tournée, le bassiste Billy Greer, est également remplacé pour quelques dates aux États-Unis par Kyle Henderson, du groupe The Producers, lequel a déjà remplacée Greer pour quelques concert l'année précédente. Une semaine plus tard, le groupe y annonce aussi le retour du guitariste Zak Rizvi.
Le 9 septembre, le groupe annonce sur sa page Facebook le départ du bassiste Billy Greet présent dans le groupe depuis près de 40 ans. Il est remplacé par Dan McGowan du groupe Gold Rotarion, dans lequel a joué le claviériste de Kansas, Tom Brislin.

## Membres

### Membres actuels
- Phil Ehart : batterie (depuis 1973)
- Rich Williams : guitare solo (1973-1985, 1989-1991, 1991-2016, depuis 2021), guitare rythmique (1973-1991, 1997-2006, 2016-2021), chœurs (depuis 1973)
- Ronnie Platt : chant, claviers (depuis 2014)
- Tom Brislin : claviers, chœurs (depuis 2018)
- Zak Rizvi : guitare solo, chœurs (2016-2021, depuis 2024)
- Joe Deninzon : violon (depuis 2023)
- Dan McGowan : basse (depuis 2024)

### Anciens membres
- Steve Walsh : chant, claviers (1973-1981, 1985-2014)
- Kerry Livgren : guitare solo, guitare rythmique, claviers, chœurs (1973-1984, 1990-1991, 1999-2000)
- Dave Hope : basse, chœurs (1973-1984, 1999-2000)
- Robby Steinhardt (†) : violon, chant (1973-1982, 1997-2006), mort le 17 juillet 2021.
- John Elefante : chant, claviers (1981-1984)
- Billy Greer : basse  (1985-2024), hœurs (1985-2006), chant (2006-2024)
- Steve Morse : guitare solo, chœurs (1985-1989, 1991)
- Greg Robert : claviers (1990-1997, membre de tour: 1986-1990)
- David Ragsdale : violon, chœurs (1991-1997, depuis 2006), guitare rythmique (1991, 1991-1997, 2006-2016, 2021-2023)
- David Manion : claviers, chœurs (2014-2018)

### Musiciens de concert
- Kyle Henderson : basse, en remplacement temporaire de Billy Greer :  le 16 novembre 2023 à Dallas et le 17 novembre à Tulsa : le 12 avril 2024 à Champaign, le 13 avril à Waukegan, le 19 avril à Marietta et le 20 avril à Newark.
- Eric Holmquist : batterie, en remplacement temporaire de Phil Ehart (2024)

## Discographie

### Albums studio
| - 1974 : Kansas - 1975 : Song for America - 1975 : Masque - 1976 : Leftoverture - 1977 : Point of Know Return - 1979 : Monolith - 1980 : Audio-Visions - 1982 : Vinyl Confessions | - 1983 : Drastic Measures - 1986 : Power - 1988 : In the Spirit of Things - 1995 : Freaks of Nature - 1998 : Always Never the Same - 2000 : Somewhere to Elsewhere - 2016 : The Prelude Implicit - 2020 : The Absence of Presence |

### Albums en concert
- 1978 : Two for the Show
- 1992 : Live at the Whisky
- 1998 : King Biscuit Flower Hour Presents Kansas
- 2001 : Dust in the Wind
- 2002 : Device, Voice, Drum (CD/DVD)
- 2008 : Two for the Show (version longue)
- 2009 : There's Know Place Like Home (CD/DVD)
- 2013 : 'Live in New York, 1980
- 2017 : Leftoverture Live and Beyond
- 2021 : Point of Know Return Live & Beyond

### Compilations
- 1984 : The Best of Kansas (réédité en 1999 en version longue)
- 1998 : The Kansas Boxed Set
- 2002 : The Ultimate Kansas
- 2004 : Sail On: The 30th Anniversary Collection (2 CD et un DVD incluant des lives anthologiques (débuts du groupe) et des vidéoclips)
- 2006 : Works In Progress
- 2008 : The Essential Kansas (édition limitée)
- 2015 : Miracles Out of Nowhere

## Vidéographie
- 1982 : Best of Kansas Live
- 1982 : Live at the Whisky
- 2003 : Device, Voice, Drum